# بشولیاروو
بشولیاروو (انگلیسی: Beshevlyarovo) یک شهرک در شهرستان سالاواتسکی استان باشقیرستان کشور روسیه است.